# IMedia
iMedia este o companie de publishing online și agenție de publicitate online din România.
iMedia este unul dintre primii editori si dezvoltatori web din Romania.
Deține 19 situri internet românești, printre care - bizcity.ro, ziare.com, eva.ro, cinemagia.ro, stiri24.ro, program24.ro, topsanatate.ro, automarket.ro și altele.
Este unul dintre primii cinci factori pe piața publicității online din România, alături de NetBridge, Arbomedia, Neogen, și Vodanet.
Număr de angajați în 2009: 50
Cifra de afaceri în 2005: 450.000 de euro

Cifra de afaceri în 2023: 6.3 mln. lei